# Монтеверде
Монтевѐрде (на италиански: Monteverde) е село и община в Южна Италия, провинция Авелино, регион Кампания. Разположено е на 740 m надморска височина. Населението на общината е 749 души (към 2014 г.).